# 房奴
房奴（ファンヌー、英語：Mortgage Slave）とは、中国と香港の流行語である。香港には広東語で楼奴（ラオノー）と呼ばれる。中国語の「房/房子」は家と解釈する。「房奴」は高い（可処分所得の70％以上）住宅ローンを返済するために、奴隷のように一生懸命に働いて生活を楽しめるレジャーの活動が無く、強い圧力を感じる人のことを指す。なお、家を買えない、賃貸住宅しか住まない人のこともある。

## 概要
中国の教育部は2007年8月に《2006年中国語言生活状況報告》を発表した。報告は社会、ネット、地方の常用語の言語特徴を分析し、171個の「漢語新詞」を選んだ。ネット用語と一般的なメディア用語とは近いが、ネット新聞、ブログや総合掲示板などのメディアでは独特な専門用語がある。
「房奴」は171個の「漢語新詞」中のひとつである。日本語に対応する言葉はないが、一般的に「家の奴隷」と直に接翻訳する。「房奴」は中国の現代社会の問題になり、中国人が自分を奴隷に扱われている心理状態も反映される。中国では「奴」を使う語彙が多い、報告では「車奴（車の奴隷）」や卡奴（カードの奴隷）など流行語もある。
中国人は「家=家庭」の伝統観念が深く、家を持つことを重視する。現在の中国、特に香港は住宅の値段が高すぎて、普通のサラリーマンの給料は家を買うのが困難。狭い空間あるいは賃貸住宅に住むのは普通なことである。なお、給料の半分以上はローンを返すため、「房奴」という人たちは生活の質が低下する。例えば、お金を儲けるために外で食事をせず、娯楽活動もせずなどの行為は人々の良好な人間関係、身心の健康に深刻な影響を与える。

## 「房奴」になる原因

### 都市化
中国は1978年の「改革開放」以来、都市化が加速進行している。経済的理由で大規模な農村人口が大都市に流入する。大都市への農村労働力の移転が起こった。都市化の急速な進展に伴い、都市の常住人口が急増し、土地と住宅の需要が高まった。
2012年の中国国家統計局の報告によると、中国の都市化率は初めて50％の大台を突破し、51.3％に達した。中国の都市と農村の構造は歴史的な変化を受けた。

### 戸籍制度
中国の戸籍制度は基本的に「都市戸籍」と「農村戸籍」の2種類に区分されている。人の移動に制限が存在する。農村戸籍者は都市に行くことを厳しく制限され、待遇もかなり違う、｢戸籍格差｣の問題が大きい。例えば、大都市の戸籍を持つ学生が特別に優遇され、農村戸籍の学生は大学に入学率が全体的に低いことなど。なお、中国の一部の地域は住宅を購入する戸籍取得という政策があり、農業戸籍を捨てるために住宅ローンを借り、都市で家を買う人が多い。
中国国務院は2016年2月6日に「新型都市化建設の推進を深めることに関する若干の意見」を発表し、戸籍制度の改革を積極に推進することを明らかにした。

### 社会保障
住居保障について、1998年に中国は経済的住宅制度を確定した。該当都市に戸籍を備えている人は家庭の収入が市や県の人民政府による基準より低い場合、経済的住宅を購買できる。また、廉価賃貸住宅制度や住宅ローンの補助、現物賃金や家賃の削減などの多様な保障方式はあるが、社会保障制度が完備していないため、住居保障の申請と審査の情報公開と透明性は確保できない、廉価住宅の品質のコントロールも不安定である。それゆえに、中国の人民は不動産を持つことこそ安心できる。

### 土地政策
中国はすべての土地が国家所有形式である。国有土地は有償使用制度を採用した上、地方政府は土地を売却する時、｢土地譲渡金｣を徴収する。土地譲渡金は現行不動産関連税費の4割を占め、地方政府の重要な財源となっている。中国の不動産関連課税と費用負担が高くて、中国地方政府は土地の売却収入を過度に依存している。土地売買はGDPに成長させていたが、地方指導部の業績評価の対象になる故に、税収を圧迫、必要以外の費用徴収のことなどの弊害が生じて、不健全な財政状況になり、不動産価格を引き上げた。

### 「炒房」と不動産覇権
中国では「炒房（チャオファン）」ということが流行っている。「炒房」とは不動産を転売目的で購入することである。中国人富裕層は高い建物、住宅などの不動産購入が常態化し、不動産価格を大幅に高くなる。
なお、香港では「地産覇権（不動産覇権）」の状況は深刻である。香港政府は優遇策で大手不動産会社の不動産開発を任せ、不動産業界からの覇権は香港市民に困らせる。住宅価格と物価の高騰が続く。
2016年のアメリカの統計データによると、世界406都市の中で香港は連続7年に「もっとも住宅が買い難い（The least affordable）」場所の第一位になり、住民の年収と住宅価格の中央値（Median Multiple）は18.1倍という結果が出た。

### 伝統的な価値観
中国人は儒家の「修身斉家治国平天下（しゅうしんせいかちこくへいてんか）」という思想に影響されて、家庭観念とアイデンティティは家から構築されている。「家=家庭」の概念が固いため、若者の間に「自分の家が買えないと結婚できない」という考えは広まっており、現代中国の問題になる。家庭を作る、結婚するために必死に金を儲け、家を買うのは中国人の常態になる。
また、儒家文化の影響を深く受けている中国人は階級観念は重い。家を持つのは身分の象徴、家の種類も人に対する評価を大きく左右している。なお、「門当戸対（もんとうこたい）」を求める中国人の立場から見て、家は資産として家柄の釣り合う結婚相手を探すの基準となる。

## 「房奴」に関する社会問題と用語

### 「無殻族」・「無殻蝸牛族」
「無殻族（香港）」と「無殻蝸牛族（台湾）」は香港と台湾の流行語である。殻（家）がない人のことである。香港と台湾は公共住宅の不足と家の高い値段などの原因で家を買えない人と賃貸住宅に住む人が増加する。
台湾は1989年8月26日に「無殻蝸牛運動」という社会運動が展開した。香港にも家の買い難さは社会のホットな話題になっている。

### 「蝸居」・「劏房」・「納米楼」
住宅価格高騰の影響で、狭い住所に住む人が増加し、家のサイズに関連する新語と流行語が生まれた。

#### 「蝸居」
小さくて、カタツムリの殻みたいな家のことに指す。また、多い人が一つの小さな部屋に暮らすことも「蝸居」と呼ぶ。2009年、中国は『蝸居』という小説を改編された同名ドラマが大ヒットした。

#### 「納米楼」
香港の流行語である。広東語の「納米」は国際単位系のナノである。マイクロより微小の「ナノの家」という意味で、家の小ささを強調する。ナノの家のサイズには明確な定義ではないが、一般的に20平方メートル（江戸間12.92畳に換算する）以下の家を指す。

#### 「劏房」
劏房とは香港の独特な住宅文化であり、一つのフラットを幾つかの小さな部屋を区切って造られた共同住宅のことである。香港の社会状況を反映する。2015年の統計によると、香港の劏房の住民の一人当たり平均居住面積は47.8平方尺である 。しかし劏房は違法改築のものが多いので、建物の安全性と合法性は保障できない。

### 「拼爹」・「靠爸族」・「父幹」
中国では「拼爹」という流行語があり、香港と台湾も同じ意味の流行語がある（香港：父幹、台湾：靠爸族）。父親の力を頼って目標を達成することである。現在は、親の力で家を買うことを指すのが多い。

## 関連記事
- 蝸居